# Africa Beach Soccer Cup of Nations 2018
L'Africa Beach Soccer Cup of Nations 2018 è la 9ª edizione di questo torneo.
Il torneo si è svolto a Sharm El Sheikh, in Egitto, dall'8 al 14 dicembre 2018, il paese nordafricano ha ottenuto i diritti in quanto era l'unica nazione ad esprimere interesse entro la scadenza. Le qualificazioni hanno avuto luogo tra il 7 e il 23 settembre.
L'evento ha anche rappresentato il percorso di qualificazione per le squadre africane al campionato mondiale in Paraguay; i primi due si sono qualificati.
Il Senegal era il detentore del titolo e lo ha difeso con successo, dopo aver battuto la Nigeria 6-1 in finale per assicurarsi il quinto titolo.

## Qualificazioni
I turni di qualificazione determinano le otto squadre che si sfideranno nella fase finale. Gli incontri sono stati approvati dalla CAF l'11 giugno. I turni di qualificazione sono giocati in partite di andata e ritorno. Se il risultato aggregato dopo la partita di ritorno è di parità, viene applicata la regola del gol in trasferta e, se persiste in parità, si passa direttamente ai calci di rigore.
I padroni di casa della fase finale, l’Egitto, insieme ai campioni e ai secondi classificati della scorsa edizione, rispettivamente il Senegal e la Nigeria, sono automaticamente qualificate; altre dieci nazioni si sono contese cinque posti.
Il Ghana avrebbe dovuto giocare ma non riuscì a soddisfare i criteri di partecipazione entro la scadenza del 31 maggio.

### Squadre partecipanti
- Costa d'Avorio
- Libia
- Kenya
- Madagascar
- Marocco

- Mozambico
- Sudafrica
- Sudan
- Tanzania
- Uganda

### Risultati
Le partite di andata sono state programmate per il 7-9 settembre e quelle di ritorno sono state programmate per il 21-23 settembre 2018. I vincitori di ciascuna partita si sono qualificati per le finali.
| Squadra 1 | Totale | Squadra 2      | Andata | Ritorno |
| --------- | ------ | -------------- | ------ | ------- |
| Uganda    | 1 – 7  | Costa d'Avorio | 1 – 3  | 4 – 4   |
| Kenya     | w/o    | Libia          | –      | –       |
| Sudafrica | w/o    | Tanzania       | –      | –       |
| Sudan     | w/o    | Marocco        | –      | –       |
| Mozambico | 9 – 10 | Madagascar     | 4 – 5  | 5 – 5   |

## Squadre partecipanti
Di seguito l’elenco delle squadre partecipanti:
- Egitto
- Tanzania
- Costa d'Avorio
- Libia
- Madagascar
- Marocco
- Nigeria
- Senegal

## Sorteggio
Il sorteggio dei gironi si è svolto il 28 ottobre 2018 al Cairo, in Egitto. Le 8 squadre sono state divise in 2 gironi da quattro squadre ciascuno.
| 1ª urna                        | 2ª urna                                  |
| ------------------------------ | ---------------------------------------- |
| Egitto Senegal Nigeria Marocco | Madagascar Costa d'Avorio Libia Tanzania |

### Arbitri
Questo l’elenco degli arbitri:
- Innocent Desire Adjoumani
- Wonan Dominique Sidoine Toppe
- Tsaralaza Maolidy
- Louis Siave
- Reetesh Loll
- Olawale Adeolu Fawole
- Olayanka Olajide

- Sani Mohammed
- Aly Deme
- Mbokh Beye
- Oumar Sagna
- Youssouph Signate
- Fadul Abdelmajeed Adam
- Hassan Mohamed Eltoum

- Nagi Ali Doka
- Yasir Allahgabu Abdelrahman Tootoo
- Hamdi Bchir
- Med El Habib Hiba
- Ivan Kintu
- Muhammad Ssenteza
- Shafic Mugerwa

## Sede
Tutte le partite si sono svolte in un'arena appositamente costruita presso il Laguna Vista Beach Resort, noto come il "Laguna Vista Beach Soccer Stadium", con una capacità di 1.200.

## Fase a gironi

### Girone A
| Squadra        | P.ti | G | V | V+ | Vr | P | GF | GS | DR  |
| -------------- | ---- | - | - | -- | -- | - | -- | -- | --- |
| Egitto         | 9    | 3 | 3 | 0  | 0  | 0 | 20 | 6  | +14 |
| Marocco        | 6    | 3 | 2 | 0  | 0  | 1 | 12 | 14 | -2  |
| Madagascar     | 3    | 3 | 1 | 0  | 0  | 2 | 10 | 13 | -3  |
| Costa d'Avorio | 0    | 3 | 0 | 0  | 0  | 3 | 10 | 19 | -9  |

### Girone B
| Squadra  | P.ti | G | V | V+ | Vr | P | GF | GS | DR  |
| -------- | ---- | - | - | -- | -- | - | -- | -- | --- |
| Senegal  | 7    | 3 | 2 | 0  | 1  | 0 | 26 | 7  | +19 |
| Nigeria  | 6    | 3 | 2 | 0  | 0  | 1 | 14 | 9  | +5  |
| Libia    | 3    | 3 | 1 | 0  | 0  | 2 | 9  | 18 | -9  |
| Tanzania | 0    | 3 | 0 | 0  | 0  | 3 | 6  | 21 | -15 |

## Fase a eliminazione diretta

### Tabellone 5º-8º posto
|  | Semifinali     | Semifinali     | Semifinali     |                |                  | Finale           | Finale          | Finale          |  |
|  |                |                |                |                |                  |                  |                 |                 |  |
|  | Madagascar     | Madagascar     | 5              |                |                  |                  |                 |                 |  |
|  | Madagascar     | Madagascar     | 5              |                |                  |                  |                 |                 |  |
|  | Tanzania       | Tanzania       | 2              |                |                  |                  |                 |                 |  |
|  | Tanzania       | Tanzania       | 2              |                | Madagascar (dts) | Madagascar (dts) | 9               |                 |  |
|  |                |                |                |                | Madagascar (dts) | Madagascar (dts) | 9               |                 |  |
|  |                |                | Costa d'Avorio | Costa d'Avorio | 8                |                  |                 |                 |  |
|  | Libia          | Libia          | Costa d'Avorio | Costa d'Avorio | 8                | 3                |                 |                 |  |
|  | Libia          | Libia          |                |                |                  | 3                |                 |                 |  |
|  | Costa d'Avorio | Costa d'Avorio | 6              |                |                  | Finale 3º posto  | Finale 3º posto | Finale 3º posto |  |
|  | Costa d'Avorio | Costa d'Avorio | 6              |                |                  |                  |                 |                 |  |
|  |                |                |                |                |                  |                  |                 |                 |  |
|  |                |                |                |                |                  | Tanzania (dts)   | Tanzania (dts)  | 6               |  |
|  |                |                |                |                |                  | Tanzania (dts)   | Tanzania (dts)  | 6               |  |
|  |                |                |                |                |                  | Libia            | Libia           | 5               |  |

### Tabellone
|  | Semifinali | Semifinali | Semifinali |         |         | Finale          | Finale          | Finale          |  |
|  |            |            |            |         |         |                 |                 |                 |  |
|  | Egitto     | Egitto     | 6          |         |         |                 |                 |                 |  |
|  | Egitto     | Egitto     | 6          |         |         |                 |                 |                 |  |
|  | Nigeria    | Nigeria    | 7          |         |         |                 |                 |                 |  |
|  | Nigeria    | Nigeria    | 7          |         | Nigeria | Nigeria         | 1               |                 |  |
|  |            |            |            |         | Nigeria | Nigeria         | 1               |                 |  |
|  |            |            | Senegal    | Senegal | 6       |                 |                 |                 |  |
|  | Senegal    | Senegal    | Senegal    | Senegal | 6       | 7               |                 |                 |  |
|  | Senegal    | Senegal    |            |         |         | 7               |                 |                 |  |
|  | Marocco    | Marocco    | 2          |         |         | Finale 3º posto | Finale 3º posto | Finale 3º posto |  |
|  | Marocco    | Marocco    | 2          |         |         |                 |                 |                 |  |
|  |            |            |            |         |         |                 |                 |                 |  |
|  |            |            |            |         |         | Egitto          | Egitto          | 3               |  |
|  |            |            |            |         |         | Egitto          | Egitto          | 3               |  |
|  |            |            |            |         |         | Marocco         | Marocco         | 2               |  |

### Semifinali
| Sharm el-Sheikh 12 dicembre 2018, ore 14:30 | Egitto       | 6 – 7 (1-2, 3-4) referto | Nigeria | Laguna Vista Stadium\| Arbitro: \| Adil Ouchker \| |
| Arbitro:                                    | Adil Ouchker |                          |         |                                                    |

| Sharm el-Sheikh 13 dicembre 2018, ore 12:00 | Senegal            | 7 – 2 (3-0, 5-0) referto | Marocco | Laguna Vista Stadium\| Arbitro: \| Said Nassur Hachim \| |
| Arbitro:                                    | Said Nassur Hachim |                          |         |                                                          |

### Finale 3º posto
| Sharm el-Sheikh 14 dicembre 2018, ore 13:15 | Egitto            | 3 – 2 (0-0, 2-1) referto | Marocco | Laguna Vista Stadium\| Arbitro: \| Youssouph Signate \| |
| Arbitro:                                    | Youssouph Signate |                          |         |                                                         |

### Finale
| Sharm el-Sheikh 14 dicembre 2018, ore 14:30 | Nigeria              | 1 – 6 (1-3, 1-3) referto | Senegal | Laguna Vista Stadium\| Arbitro: \| Hany Farouk El Eraky \| |
| Arbitro:                                    | Hany Farouk El Eraky |                          |         |                                                            |

## Campione
SENEGAL
(5º titolo)

## Squadre qualificate al campionato mondiale
Le seguenti squadre si sono qualificate al Campionato mondiale di beach soccer 2019:
| Qualificate | Pres. | Ult. | Miglior risultato                   |
| ----------- | ----- | ---- | ----------------------------------- |
| Senegal     | 7ª    | 2017 | Quarti di finale (2007, 2011, 2017) |
| Nigeria     | 6ª    | 2017 | Quarti di finale (2007, 2011)       |